# Faslane

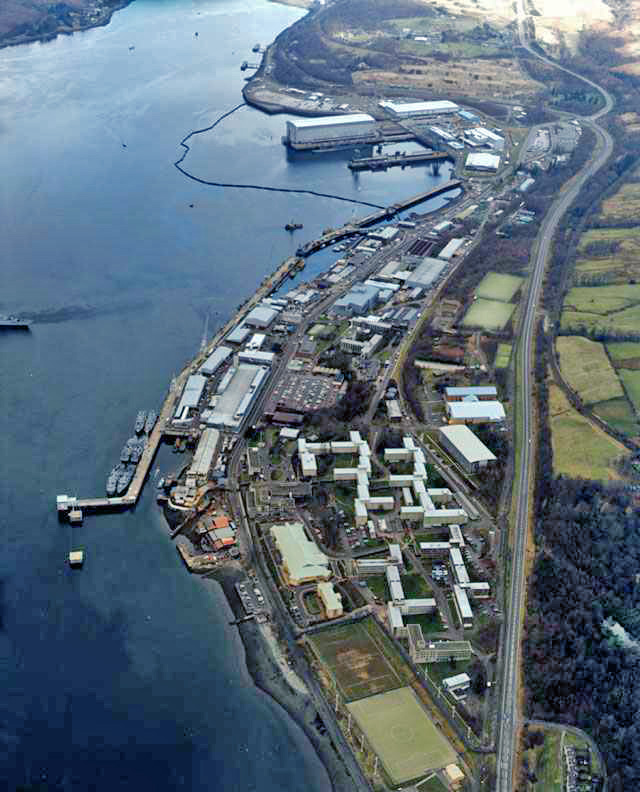
Faslane Naval Base

Faslane (voluit: Faslane Naval Base) is een Britse marinebasis in Schotland, gelegen aan de Gare Loch. Samen met de basis RNAD Coulport vormt ze His Majesty's Naval Base Clyde.
De basis werd gebouwd in de Tweede Wereldoorlog.
Faslane komt regelmatig in het nieuws omdat dit de thuisbasis voor de nucleaire onderzeeboten van de Britse marine is. De actiegroep Faslane 365 protesteert hier constant, meestal door blokkadeacties voor de toegangspoorten. Sinds 1982 is er een permanent actiekamp nabij de basis. Het Nederlandse SP-Kamerlid Krista van Velzen werd tweemaal bij Faslane gearresteerd, voor sabotage en een blokkadeactie. De basis werd namelijk ook gebruikt door de Nederlandse marine.